# معهد البترول الأمريكي
معهد البترول الأمريكي (بالإنجليزية: American Petroleum Institute)‏ أختصاراً (API)، هي أكبر جمعية لتجارة وصناعة النفط والغاز الطبيعي في الولايات المتحدة. تتدعي أنها تمثل حوالي 650 من الشركات التي تشارك في الإنتاج، والتكرير والتوزيع والعديد من الجوانب الأخرى من صناعة النفط.

## وصلات خارجية
- الموقع الرسمي